# ATSC

Systemy cyfrowego nadawania na świecie

ATSC (ang. Advanced Television Systems Committee) - powstała w 1982 międzynarodowa, niedochodowa organizacja rozwijająca standardy dla zaawansowanych systemów telewizyjnych. W szczególności ATSC pracuje nad skoordynowaniem standardów telewizji pomiędzy różnymi mediami komunikacyjnymi w środowisku telewizji cyfrowej, systemach interakcyjnych i multimedialnej komunikacji szerokopasmowej. Standardy ATSC skupiają się na warstwie transportującej, czyli transmisji audio, wideo i danych. Organizacja rozwija i prezentuje również strategie wprowadzania telewizji cyfrowej.
Nazwą ATSC określa się także opracowany przez tę organizację standard naziemnej telewizji cyfrowej, obowiązujący m.in. na terenie USA. Jest to odpowiednik europejskiego standardu DVB-T. Standardy DVB-T i ATSC nie są między sobą kompatybilne – dekodery ATSC nie są w stanie odbierać sygnału nadawanego w standardzie DVB-T i na odwrót. Komisja określa standardy szczegółowe dla wyświetlania obrazu w rozdzielczości: SDTV, EDTV oraz HDTV.

## Parametry odświeżania obrazu
W zależności od rozdzielczości, odświeżanie obrazu przyjmuje wartość: SDTV - 24 klatki/s (48 obrazów/s) lub HDTV - 30 klatek/s (60 obrazów/s).
| Poz. | Rozdzielczość             | Z przeplotem                                         | Bez przeplotu                           |
| ---- | ------------------------- | ---------------------------------------------------- | --------------------------------------- |
| 1    | 640x480 (4:3 SDTV)        | interlaced 29.97 (59.94 Obrazów/s) 30 (60 Obrazów/s) | progressive 23.976 24 29.97 30 59.94 60 |
| 2    | 704x480 (4:3 / 16:9 SDTV) | interlaced 29.97 (59.94 Obrazów/s) 30 (60 Obrazów/s) | progressive 23.976 24 29.97 30 59.94 60 |
| 3    | 720x480 (4:3 / 16:9 SDTV) | interlaced 29.97 (59.94 Obrazów/s) 30 (60 Obrazów/s) | progressive 23.976 24 29.97 30 59.94 60 |
| 4    | 1280x720 (16:9 HDTV)      | -                                                    | progressive 23.976 24 29.97 30 59.94 60 |
| 5    | 1920x1080 (16:9 HDTV)     | interlaced 29.97 (59.94 Obrazów/s) 30 (60 Obrazów/s) | progressive 23.976 24 29.97 30          |

## Parametry formatu obrazu

Porównanie rozdzielczości ekranu

Obsługiwane są następujące formaty obrazu:
SDTV
- 480i60, 480p30 (NTSC)

EDTV
- 480p60

HDTV
- 720i60
- 720p24, 720p30, 720p60
- 1080p24, 1080p30
- 1080i60